# Rupert Soames
Pour les articles homonymes, voir Soames.
Rupert Christopher Soames, né le 18 mai 1959 à Croydon, est un homme d'affaires britannique, CEO de l'entreprise Aggreko.

## Biographie
Il est le fils de Mary Soames, et le petit-fils de Winston Churchill. Il est également le petit-neveu de Robert Baden-Powell. Il effectue ses études d'abord à Eton College puis à Worcester College et enfin à l'Université d'Oxford. Durant un temps, il travaille comme DJ dans le club londonien Annabel's et est élu président de l'Oxford Union.

## Carrière
Il se voit offrir un poste par Arnold Weinstock à la GEC. Il y reste 15 ans et devient ensuite directeur général de sa filiale, Avery Berkel.
Après avoir quitté GEC en 1997, il rejoint l'entreprise Misys comme directeur général de sa filiale Midas-Kapiti. Il est promu directeur général de la division des services bancaires et des valeurs mobilières en juin 2000.
Il quitte Misys après un désaccord avec son fondateur, Kevin Lomax, sur la gestion de l'entreprise. Il rejoint l’entreprise Aggreko en juin 2003 en remplacement de Philip Harrower.